# 津田重憲
津田 重憲（つだ しげのり / つだ じゅうけん、1945年4月 - 2012年8月13日）は、法学者・大学教授。専門は刑事法。ドイツ・フライブルク大学へ在外研究。違法阻却事由である正当防衛および緊急救助(他人のための正当防衛)を中心に、その歴史的展開や現代的問題点を探求。特に緊急救助の比較法的考察に眼目を置いた研究は著名。

## 略歴
- 1969年 - 明治大学法学部卒
- 1972年 - 明治大学大学院 法学研究科修士課程 公法学専攻 修了
- 1980年 - 専修大学大学院 法学研究科博士課程 公法学専攻 単位取得満期退学
- 1989年 - 東京理科大学理工学部非常勤講師 就任（法学担当）
- 1995年 - 東亜大学経営学部専任講師 就任（法学担当）
- 1999年 - 東筑紫短期大学非常勤講師 就任（日本国憲法担当）
- 2002年 - 東亜大学法学部助教授
- 200?年 - 明治大学法学部教授 就任
- 200?年 - 明治大学法科大学院法務研究科教授 就任

## 著作

### 著書
- 『法律文読みこなし自由自在』（アスカビジネス, 1984年）, ISBN 978-4870300590
- 『正当防衛の研究』（時潮社,1985）, ASIN: B000J6MP0I
- 『緊急救助の研究』（成文堂, 1994）, ISBN 978-4792313210
- 『緊急救助の基本構造』（成文堂, 1998）, ISBN 978-4792314644
- 『正当防衛と緊急救助の基本問題』[明治大学社会科学研究所叢書]（成文堂, 2012）, ISBN 978-4792319380

### 共著
- 『みぢかな刑事訴訟法』（不磨書房, 2003年）ISBN 978-4797292251
- 『法律学講義シリーズ 刑法総論 第3版』（成文堂, 2003年）, ISBN 978-4335320415
- 『刑法ゼミナール 各論』（成文堂, 2006年）, ISBN 978-4792317355
- 『刑法ゼミナール 総論』（成文堂, 2012年）, ISBN 978-4792319496
- 『刑法総論講義 第五版』（成文堂, 2009年）, ISBN 978-4792318338 ほか多数

### 関連書籍
- 『刑事法学におけるトポス論の実践―津田重憲先生追悼論文集』（成文堂, 2014年）, ISBN 978-4792351052